# Abbaye de Menat
L'abbaye de Menat est située dans le village de Menat, au cœur de la vallée de la Sioule, dans le département du Puy-de-Dôme, en France. C'est l'une des fondations monastiques les plus anciennes d'Auvergne.

## Histoire
Ruinée, elle est reconstruite et réformée à la fin du VIIe siècle par saint Ménélée, venu d'Anjou pour fuir ses parents qui voulaient le marier. Rattachée plus tard à la puissante abbaye de Cluny, elle devient un des centres de la réforme monastique en Auvergne.
De nombreuses paroisses dépendent du monastère et il en perçoit les revenus avec notamment la dîme. On peut citer Notre-Dame de Montluçon, Saint-Sulpice de Villebret, Bellaigue, ou encore Saint-Bonnet de Sussat, qui sont quelques-unes de ses dépendances. Enrichi, le prieuré se dote d'une grande église à l'époque romane. Elle est par la suite fortifiée pour faire face aux bandes de routiers qui pillent et détruisent les campagnes.
L'abbaye tombe en commende en 1628. À la veille de la Révolution, elle est en pleine décadence et au bord de la ruine. Elle est vendue comme bien national à la Révolution et l'église est désacralisée. En 1802, l'église abbatiale est rendue au culte et devient l'église paroissiale de Menat.
Le classement comme monument historique intervient en 1977, complété d'une inscription en 2015. Une rénovation importante du bâtiment est annoncée en mai 2022.

## Description

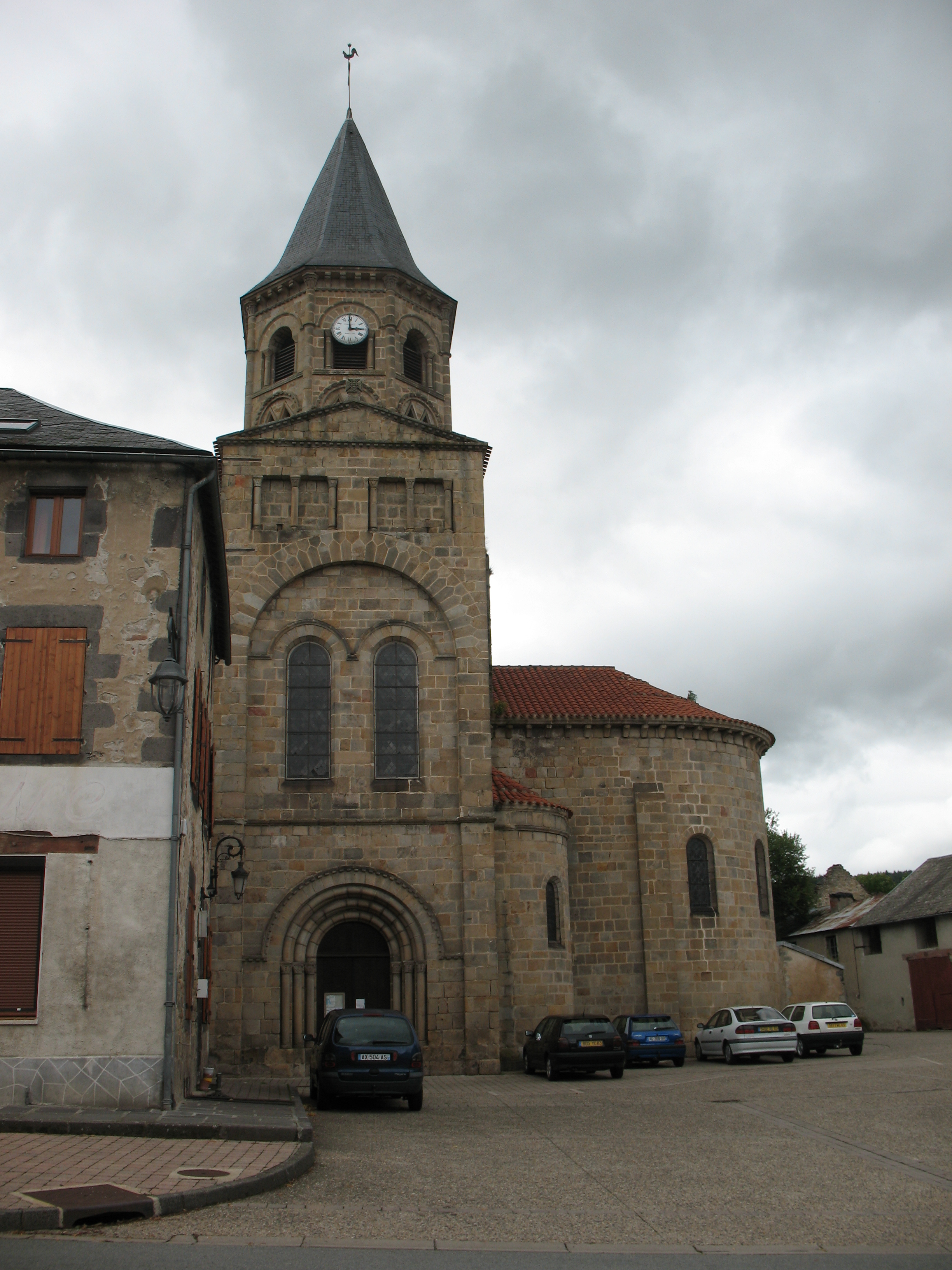
L'ancienne abbatiale, aujourd'hui église paroissiale.

L'ensemble monastique comprend une abbatiale romane, un cloître et des bâtiments conventuels. Le monastère était fortifié, comme en témoigne encore la tourelle ouest. Vendue à la Révolution, l'abbaye subit de nombreuses destructions. Le chevet fortifié est alors rasé et remplacé par une abside plus modeste et simple.

### L'église abbatiale
L'abbatiale conserve un magnifique clocher sculpté, un portail roman et un autre portail polylobé. Dans la nef, un chapiteau, utilisé comme fonts baptismaux, représente la légende de Ménélée, le saint patron du monastère.

#### Le portail polylobé
Le portail polylobé (XIIIe siècle) comporte cinq lobes et quatre redents ornés : à gauche, deux animaux semblent vouloir s’accoupler ; à droite, une tête de bélier sort de la gueule d’un serpent. Des rosaces représentent la naissance, l’adolescence, la maturité et la vieillesse.

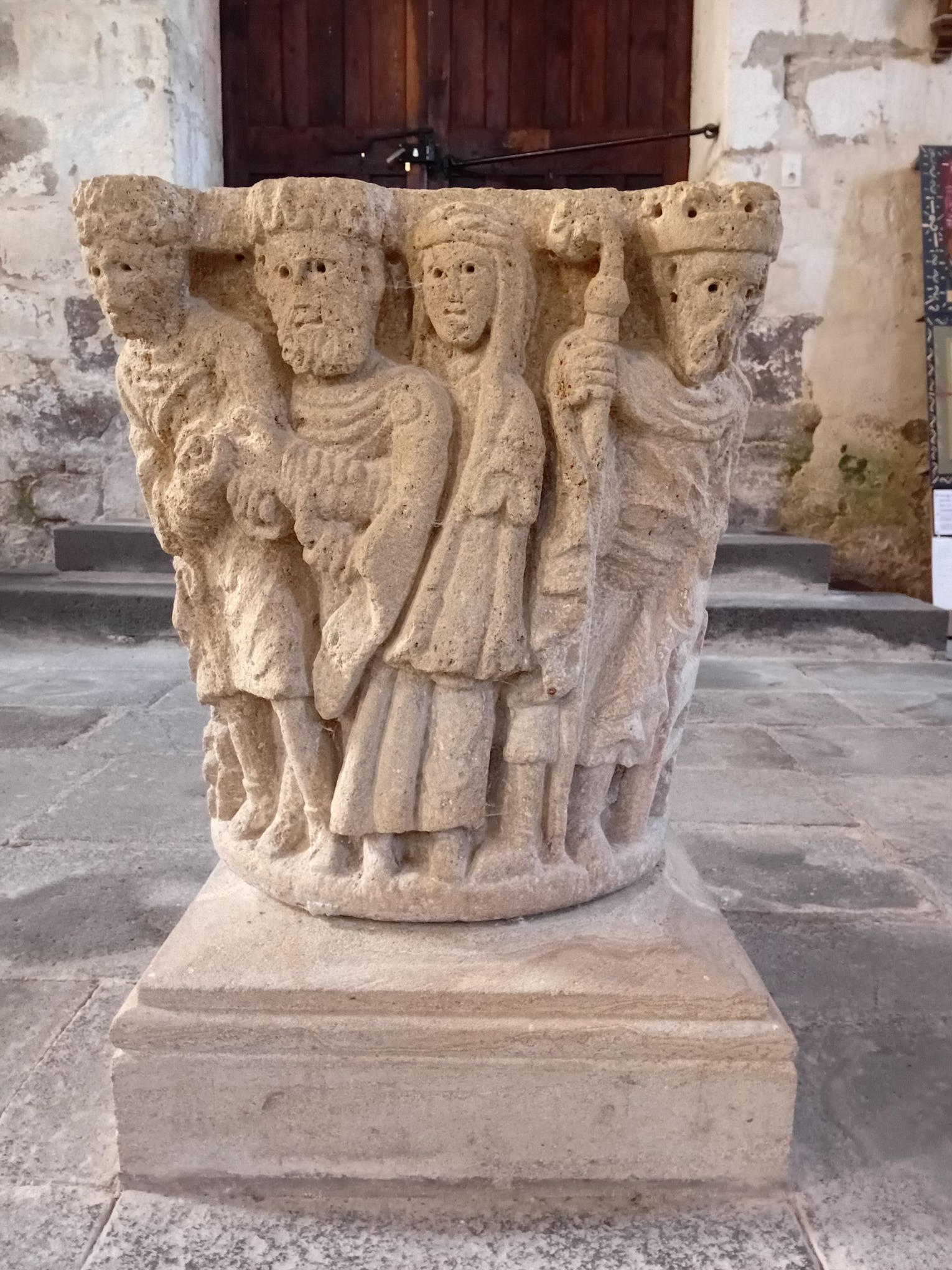
Le chapiteau de saint Ménélée

#### Le chapiteau de saint Ménélée
Classé en 1908, un chapiteau a été creusé pour servir de Fonts baptismaux et placé à l’entrée ouest de l’église. Encastré dans le mur sud de la nef, il est dégagé en 1992 et mis en valeur dans l’allée centrale. Il représente, à gauche, le jeune Ménélée repoussant l’anneau de mariage présenté par Barontius accompagné de sa fille Sensa et à droite saint Théofrède, abbé du monastère de Saint-Chaffre où séjourna Ménélée quelques années avant de revenir à Menat pour y reconstruire l’abbaye détruite.
Il faisait partie du rond-point du chœur roman dont deux autres chapiteaux conservés sont connus : l'un au Musée d'Art de Baltimore, l'autre au Musée d'Art Roger-Quilliot.

#### Les chapiteaux de la nef
Huit piliers sont à noyau carré flanqué de quatre colonnes coiffées de chapiteaux dits « à feuilles grasses » sculptées par un atelier poitevin venu à la fin du XIe siècle.

Chapiteaux
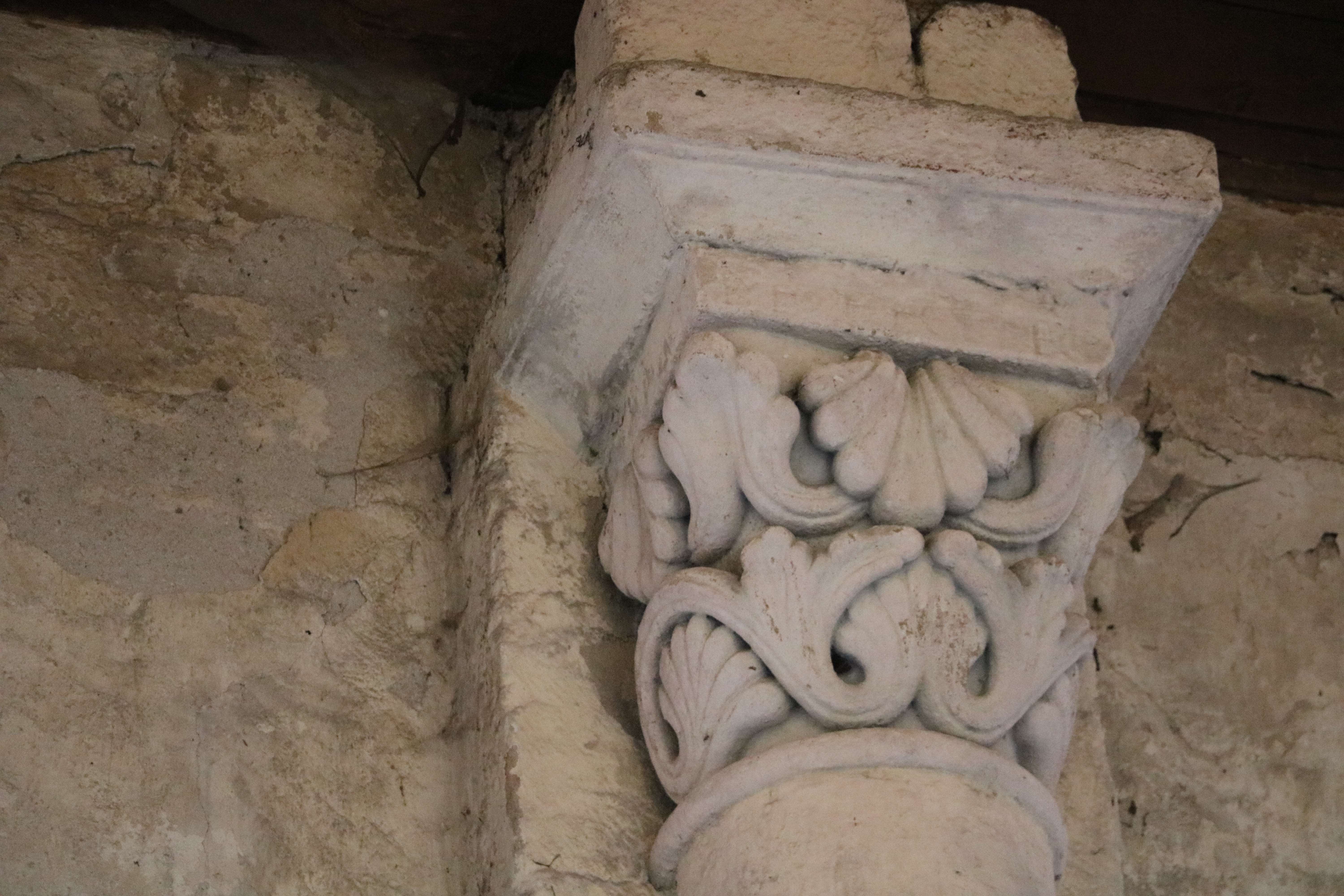
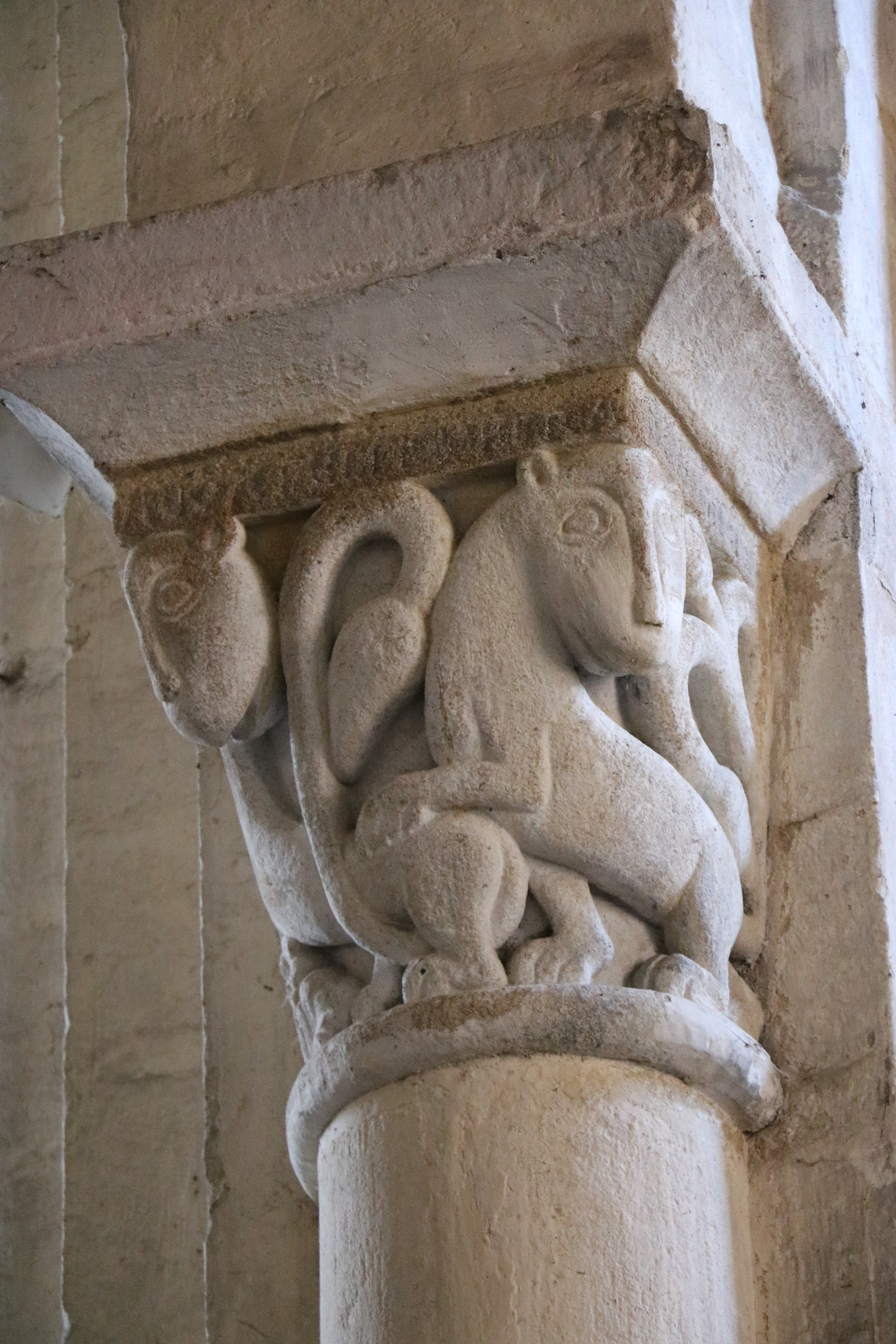

### Le cloître et les bâtiments conventuels

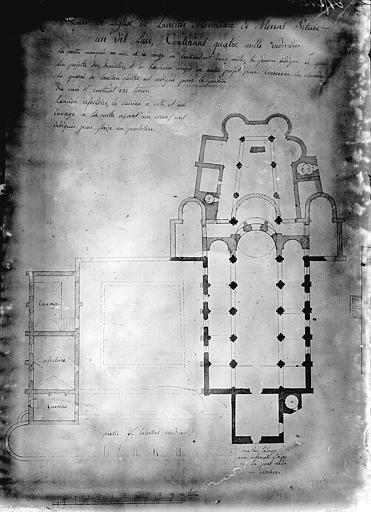
Relevé par Camille Enlart

Le cloître s'appuyait sur l'église au sud, le logis abbatial à l'ouest, la cuisine et le réfectoire au nord, la salle du chapitre (avec le dortoir au premier étage) à l'est. Les galeries sud, est et nord du cloître ont disparu ; seule subsiste la galerie ouest accolée au logis abbatial. 

#### La salle du chapitre
Le bâtiment abritant la salle du chapitre s'est effondré dans la deuxième moitié du XVIIIe siècle.

#### Le réfectoire
Le réfectoire, grande salle rectangulaire à décor gothique construite au XIVe siècle, a perdu sa toiture, et son mur méridional s'est effondré en 1987. Mais on peut encore admirer les restes du décor peint et les culots de voûtes sculptés.

#### Le logis abbatial

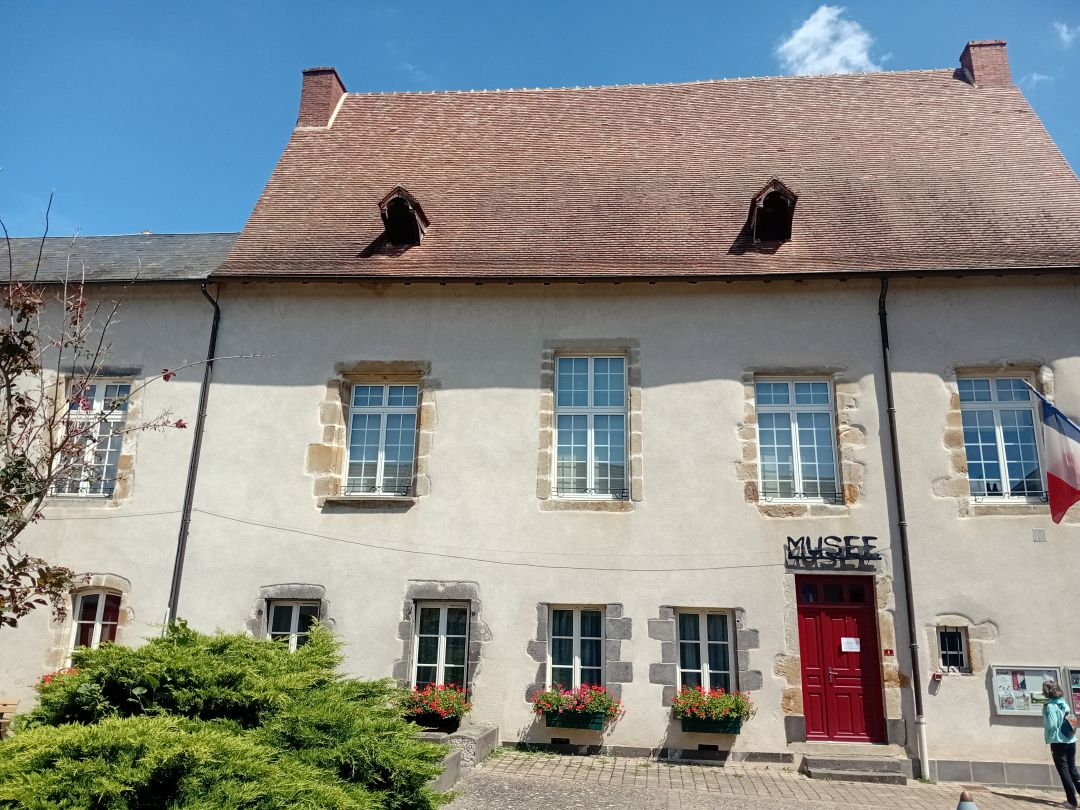
Le musée

Perpendiculaire à l'église, il abritait les appartements et dépendances de l'abbé. On y trouve aujourd'hui la mairie, le musée paléontologique et la médiathèque.
C'est l'association Cercle de paléontologie Bernard Palissy qui a créé le musée paléontologique mais depuis 1997, c'est l'association Rhinopolis qui gère les collections avec la collaboration du Cercle de Paléontologie Bernard Palissy, le Muséum National d'Histoire Naturelle de Paris et le Conseil Départemental du Puy-de-Dôme.

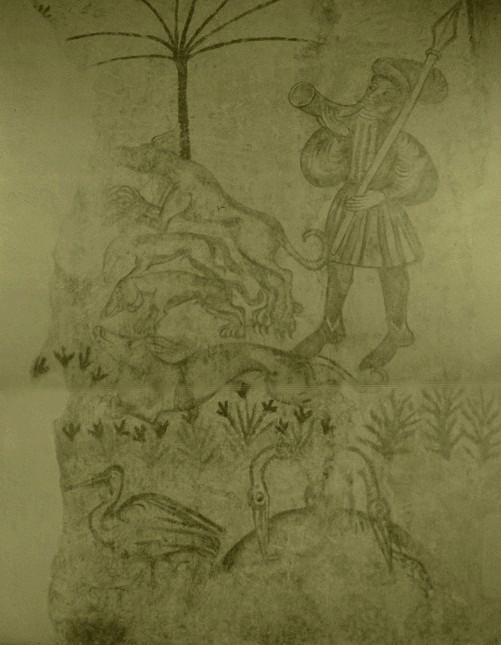
Détail des peintures murales

Au premier étage du musée sont présentes des peintures murales du XVe siècle, dont un calendrier roman.